# Prokopiusz II (patriarcha Jerozolimy)
Prokopiusz II (Kuzelis) (ur. 1790, zm. 1880) – prawosławny patriarcha Jerozolimy w latach 1873–1875. 